# 双色蟹蛛
双色蟹蛛（学名：Thomisus bicoloratus）为蟹蛛科蟹蛛属的动物。在中国大陆，分布于福建等地。